# Pochazia funerea
Pochazia funerea är en insektsart som beskrevs av Melichar 1912. Pochazia funerea ingår i släktet Pochazia och familjen Ricaniidae. Inga underarter finns listade i Catalogue of Life.